# Nicktoons
Nicktoons – amerykański cyfrowy kanał telewizji kablowej i satelitarnej, którego właścicielem jest Viacom Media Networks firmy Viacom. Skierowany do dzieci i „miłośników animacji” kanał emituje oryginalne animowane seriale z siostrzanego sieci Nickelodeon, znanej jako Nicktoons, wraz z innymi oryginalnymi serialami animowanymi, niektórymi filmami fabularnymi i zagranicznymi animowanymi programami z międzynarodowych sieci Nickelodeon 24 godziny na dobę. Działa od lipca 2015 r. Około 66,5 mln amerykańskich gospodarstw domowych (56,5% gospodarstw domowych z telewizją) odbierało Nicktoons.

## Historia
Nicktoons został uruchomiony 1 maja 2002 roku jako Nicktoons TV, część cyfrowej telewizji kablowej MTV Digital Suite, aby zachęcić operatorów kablowych do pozyskania sieci i zapewnić im przewagę marketingową nad usługami satelitarnymi. Na początku 2004 r. zarządzanie Nickelodeon zmieniło podejście i zaoferowało go cyfrowym usługom satelitarnym DirecTV i Dish Network. Sieć była pierwotnie sprzedawana jako wolna od komercji, z komediowymi promocjami z udziałem Nickelodeon Animation Studios, dwuminutowymi krótkimi kreskówkami z rynków zagranicznych oraz dawnymi promocjami programowymi, które wcześniej były wykorzystywane na Nickelodeon w celach komercyjnych. Do 6 czerwca 2005 roku, wraz ze wzrostem sieci dystrybucji, sieć zaczęła emitować reklamy.
28 września 2009 r. logo sieci zmieniło się w ramach rebrandingu Nickelodeon, w którym pierwsze logo Nickelodeon zmieniło się po dwudziestu pięciu latach, a zmiany nazwy siostrzanych sieci: The N na TeenNick i Noggin na Nick Jr. W związku z tym identyfikator „Network” został usunięty, a sieć zmieniła po raz drugi nazwę na Nicktoons.
Kanał HD został uruchomiony 13 sierpnia 2013 r. I jest dostępny dla kilku dostawców. Podobnie jak inne kanały HD firmy Viacom, każde programowane w formacie 4:3 SD są obsługiwane przez ten kanał. W związku z tym, że sieć wtopiła się w programy Nickelodeon, strona internetowa Nicktoons została zamknięta, a widzom zalecano przejście do Nick.com.
3 września 2014 r. uruchomiono blok programowy NickSports na dwie godziny przed południem. Blok składał się z mieszanki programów o tematyce sportowej i został zainspirowany sukcesem pierwszych i sukcesów Nick Kids 'Choice Sports.

## Programy
Nicktoons nie ogranicza się wyłącznie do emitowania własnych programów marki Nickelodeon, jak swój oryginalny animowany serial telewizyjny (marka, która rzadko była używana przez sam Nickelodeon od czasu uruchomienia kanału Nicktoons). Kanał przez cały czas jego istnienia, coraz częściej wprowadzał programy zorientowane na działanie, których nigdy nie widziano w Nickelodeon, a nawet w ostatnich latach programy na żywo. Podobnie jak siostrzana sieć TeenNick, jest również wykorzystywany jako kanał „wypalania” dla nieudanych lub nisko-ocenianych seriali (głównie animowanych), wcześniej zamówionych i emitowanych w głównej sieci Nickelodeon, wraz z serią zewnętrzną popularną na rynkach zagranicznych, gdzie Viacom dysponuje prawami autorskimi na całym świecie, ale nie oczekuje się, że będą dobrze oceniane w Stanach Zjednoczonych.

### NickSports
Nick Sports jest dwugodzinnym, piątkowym programem antenowym od września 2014 roku, zawierającym głównie programy licencjonowane obejmujące sport, w tym Rob Dyrdek z udziałem Wild Grinders i NFL Rush Zone: Guardians of the Core wraz z filmami związanymi ze sportem, takimi jak Bend It Like Beckham, Cool Runnings i Space Jam.

## Wersje międzynarodowe
Kanał Nicktoons został uruchomiony w Wielkiej Brytanii 22 lipca 2002 r; chociaż, w odróżnieniu od wersji amerykańskiej, jest od czasu jego uruchomienia wspierany przez reklamodawców. Również w przeciwieństwie do wersji amerykańskiej nie nadaje on 24 godziny na dobę. Istnieją również inne kanały Nicktoons we Flandrii, Niemczech, Holandii, Hiszpanii i Japonii, zastępując Nick Premium. W dniu 4 lutego 2013 r. wprowadzono wersję Nicktoons w Ameryce Łacińskiej. 30 września 2014 r. wprowadzono afrykańską wersję Nicktoons wraz z Nick Jr. W dniu 15 lutego 2017 r. wprowadzono na Bliskim Wschodzie wersję Nicktoons. Turcja otrzymała swoją wersję programu 20 lutego 2017 r. Nicktoons pojawił się w Polsce od 15 lutego 2018 r.

## Inne media
Marka Nicktoons rozszerza się także na inne media, takie jak gry wideo z postaciami Nicktoons.

## Maskotka
Od 2006 r. do 2009 r. Nicktoons Network używała maskotki robota w reklamach kanału. Maskotka o nazwie ACOW, która oznacza Animation Capital of the World, była złożoną postacią robota z dużym pojedynczym okiem, animowaną za pomocą „photo-puppetry”.  ACOW był szeroko promowany na stronie NicktoonsNetwork.com i został wykorzystany jako część logo „Nicktoons Network: Animation Capital of the World”. Kilka podobnie wyglądających postaci pojawiło się w promocjach dla sieci.